# Doerun (Géorgie)
Doerun est une ville américaine située dans le comté de Colquitt, en Géorgie. Selon le recensement de 2020, sa population est de 738 habitants.